# Australische kerkuil
De Australische kerkuil of Australische maskeruil (Tyto novaehollandiae) is in wezen een complex van verschillende onderling zeer verwante en sterk op elkaar lijkende (onder)soorten kerkuilen voorkomend in Oceanië. Vroeger werd deze groep onder één noemer geplaatst,  Tyto novaehollandiae, maar onderzoek heeft uitgewezen dat er meerdere ondersoorten zijn.

## Verspreiding en ondersoorten
De Australische kerkuil telt zes ondersoorten:
- T. n. calabyi: zuidelijk-centraal Nieuw-Guinea
- T. n. kimberli: noordwestelijk Australië
- T. n. melvillensis: Melville-eiland en Bathursteiland
- T. n. galei: noordoostelijk Australië
- T. n. novaehollandiae: oostelijk en zuidwestelijk Australië
- T. n. castanops: Tasmanië

## Originele beschrijving
Stephens, James Francis. 1826. General Zoology, or Systematic Natural History/by George Kearsley Shaw. 13, pt. 2, p. 61.